# Bobby Capó
Pour les articles homonymes, voir Capo.
Bobby Capó (Félix Manuel Rodríguez Capó de son vrai nom) est un chanteur et compositeur portoricain né le 1er janvier 1921 à Coamo (Porto Rico) et décédé d'un infarctus le 18 décembre 1989 à New York.

## Biographie
Il a débuté avec le groupe "Cuarteto Victoria" en remplaçant le chanteur Davilita.
Il émigre ensuite à New York. Il sera le chanteur de l'orchestre de Xavier Cugat et devient une idole dans les années 1940, incontournable à radio, notamment avec son interprétation de Bésame mucho.
En 1948 il épouse Irma Nydia Vázquez. Son mariage lui inspire El Bardo, qui sera interprétée par Felipe Rodriguez et beaucoup d'autres, dont Jose Feliciano sous forme parodique (un taxi et un bus remplacent le couple).
En 1952, il compose avec Rogelio Martínez et Lino Frías (pianiste, directeur musical de la Sonora Matancera, Piel Canela, qui deviendra un standard du boléro (interprétée entre autres par Daniel Santos).

Parmi ses succès, on peut noter Soñando con Puerto Rico (considéré comme l'hymne non officiel de Porto Rico), Y Llorando me Dormí et surtout El Negro Bembón, qui fut interprétée par Rafael Cortijo ou encore Ismael Rivera et par le chanteur de rumba catalane Peret (variante dénommée El Gitano Antón), ainsi que Sin Fe enregistré par Felipe Rodriguez puis par José Feliciano.
Dans les années 1960, il part vivre à Mexico. Le président mexicain avait demandé à tous les chanteurs du pays d'écrire une ode à John F. Kennedy à qui il allait rendre visite. Bobby Capó écrivit en fait une ode à Jacqueline Kennedy (Jack, Jack, Jackie).
Dans les années 1970, il divorce et se retire du show business, part vivre à New York où il travaille pour le Ministère du Travail de Porto Rico, au service de l'immigration.
Dans les années 1980, il se rendra de temps en temps à Porto Rico où il fera quelques apparitions à la télévision.
Ses enfants Bobby Capo (fils) et Jacqueline sont aussi chanteurs.

## Discographie
- 1940 - 1944
- Bobby Capó Sings
- Compositor e Intérprete
- Con La Sonora Matancera
- Despierte Borincano
- La Época de Oro
- Historia Musical de…
- Invitación al Amor
- La Múcura
- Me lo dijo Adela
- Mi Diario Musical
- And his Orchestra
- Yo Canto para Tí
- Exitos de…
- Piel Canela